# Pinta (ostrov)
Pinta je ostrov vulkanického původu, nacházející se v ekvádorském souostroví Galapágy. Je to nejseverněji položený ostrov, zabírá plochu 60 km² a nejvyšší bod má 780 m.
Ostrov je v podstatě celý tvořen štítovým vulkánem, na jeho svazích se nacházejí i četné struskové kužely a lávové proudy. Nezvětralé lávové proudy na jihovýchodních a západních svazích sopky jsou dobrým předpokladem, že sopka byla aktivní ještě v nedávné monulosti.